# 세가 아케이드 시스템 보드 목록
다음은 세가 아케이드 시스템의 보드 목록이다.

## 세가 블록케이드
세가 블록케이드는 그렘린 인더스트리스에 의해 1976년 발매된 비디오 게임 블록케이드의 주 보드로, 생산 이후 1977년에 주로 사용된 세가의 첫 아케이드 보드이다.

### 기술 사양
- CPU: Intel8080A @2 MHz (8-bit 지침 @0.29 MIPS)[2]
- 사운드 칩: 커스텀[1] (모노)
- 색상:2 (모노크롬)
- 디스플레이 해상도:256×224 픽셀
- 화면 재생 빈도:60 Hz

### 사용된 게임
- 블록케이드 (1976)
- 코모션 (1976)
- 허슬 (1977)
- 지뢰찾기 (1976)
- 블라스토(1978)

## 세가 VIC 듀얼
세가가 발매한 세가 VIC 듀얼은 자일 로그 Z80 마이크로프로세서를 이용한 아케이드 보드로, 세가의 두번째 아케이드 보드였다.

### 사양
- CPU: 자일로그 Z80 @1.934 MHz (8-bit & 16-bit  @0.28 MIPS),[4] 또는 Intel8080 @1.934 MHz[3] (8-bit @0.28MIPS)[2]
- 사운드: 사용자 지정(모노)
- 색상 model: 흑백 (1977) 또는 RGB (1979)
- 색상 팔레트: 64[5]
- 색상에 화면: 2(1977) 또는 8(1979)
- 디스플레이 해상도: 256×224[3] 또는 328×262
- 화면 재생 빈도: 60 Hz

### 사용된 게임
- 헤드온 (1979)
- 헤드온 파트 II(1980)

## 세가 G80
세가 G80은 세가가 1981년 제작한 오락실 기판이다. 세가 VIC 듀얼 시스템의 후속이며, 세가 시스템 1이 출시되기 전 벡터형식의 게임들을 출시한 기판이었다.

### 하드웨어
G80은 과거 오락실 게임기와는 다르게 설계되었는데, 각 게임의 맞춤형 캐비닛 디자인에 의존하는 대신 사용자들이 CPU 보드에 있는 게임을 쉽게 바꿀 수 있는 시스템을 선택했다.
"Convert-a-Game" 또는 세가 내에서 "X/Y Colorbeam"이라고 부르는 이 시스템은 10개 이상의 플러그형 보드에서 다른 게임 구성으로 채워질 수 있는 6개의 슬롯과 백플레인이 있는 카드 케이지로 구성되어 있었다. 이 카드 케이지에 래스터 비디오 보드를 삽입할 경우 래스터 시스템으로 구성된 게임이나, 컬러 벡터 그래픽 게임을 표시할 수 있는 벡터 형태의 게임을 구동할 수 있었다.
G80은 사용자 지정 보안 칩을 결합하여 사용자들이 시스템을 남용하지 않도록 하는 '자일로그 80 CPU'로부터 이름을 따왔다. 보안 칩은 설치된 보안 칩에 따라 "ld(address),a" 명령어(opcode 32h)를 다르게 난독화했으며 이는 초기 형태의 복사 방지가 되었다.

### 사양
- 보드 구성: 단일보드
- 기본 CPU
  - 래스터: Zilog Z80 @ 8 MHz(8/16 비트, 1.16 MIPS)
  - 벡터: Zilog Z80 @ 3.86712 MHz(8/16비트, 0.561 MIPS)
- 사운드 보드
  - 세가 USB(Universal Sound Board)
    - MCU: Intel i8035 @ 3.12 MHz(8비트, 3.12 MIPS, 사이클당 1 명령)
    - 사운드 칩: Sega Melody Generator(프로그래밍 가능한 음파생성기)

  - 음성 보드(옵션)
    - MCU: Intel i8035/i8039 @ 3.12 MHz(8비트, 3.12 MIPS)
    - 음성 합성기: General Instrument SP0250(선형 예측 코딩)

  - 세가 시스템 1 사운드 보드(옵션, 1983년 Sindbad Mystery에 사용)
    - 사운드 칩: Sega SN76496 @ 4MHz, Sega SN76496 @ 2MHz

  - 래스터 그래픽 보드: 세가 비디오 I
- 래스터 디스플레이 컨트롤러: Sega Raster 디스플레이 컨트롤러 @ 15.468MHz
  - 비디오 해상도
    - 수평: 256×224(디스플레이), 328×262(오버스캔)
    - 수직: 224×256(디스플레이), 262×328(오버스캔)

  - 색상표 테이블: 256(8비트 RGB PROM)
  - 화면 색상: 64 ~ 128(팔레트 RAM)
  - 타일맵: 가로 및 세로 스크롤, 8×8 타일, 타일당 4색
  - 스프라이트 기능: 스캔 라인당 28~32개의 스프라이트, 스캔 라인당 224~256개의 스프라이트 픽셀/텍셀, 스프라이트당 4가지 색상, 8×8~1616 사이즈
- 벡터 디스플레이 컨트롤러: 세가 디스플레이 컨트롤러
  - 색상 깊이: 64(6비트 RGB)
- RAM
  - 래스터용 기판: 14KB(기본 2KB, 비디오 8KB, 오디오 4KB)
  - 벡터용 기판: 10KB(기본 2KB, 비디오 4KB, 오디오 4KB)
  - Monster Bash & Sindbad Mystery용 기판: 24KB(메인 4KB, 비디오 16KB, 오디오 4KB)

### 사용된 게임
- 스페이스 퓨리 (1981)
- 젝토르 (1982)
- 택/스캔 (1982)

## VCO 오브젝트
세가 Z80-3D로도 알려진 VCO 오브젝트는 1981년에 만들어진 아케이드 보드였고 삼인칭 구조의 아케이드 보드 중 최초였다. 이 보드는 1981년 터보 등에 사용되었으며, 모듈은 파나소닉과 공동 제작하였다.

### 사양
- CPU:[6]
  - Turbo & SubRoc-3D: Z80 @ 5 MHz (8-bit & 16-bit instructions @ 0.725 MIPS[4])
  - Buck Rogers: 2× Z80 @ 5 MHz (8-bit & 16-bit instructions @ 1.45 MIPS[4])
- Sound board: Sega Sound Board[8]
  - Sound chip: Custom
  - Audio output: Stereo[9]
- Display resolution:
  - Standard resolution: 256×224 to 320×264 (horizontal), 224×256 to 264×320 (vertical)
  - Analog scaling resolution: 512×224 to 640×264 (horizontal), 224×512 to 264×640 (vertical)
- Refresh rate: 60 Hz (V-sync)
- Frame rate: 30 frames per second (SubRoc-3D),[7] or 60 frames per second (Turbo, Buck Rogers)
- Color palette: 832 (Turbo), or 768 (SubRoc-3D), or 1536 (Buck Rogers)
- Colors on screen: 256 (Turbo, SubRoc-3D), or 1024 (Buck Rogers)
- Background planes:
  - Tilemap layer: 8×8 pixel tiles, 4 colors per tile, scrolling, tile flipping
  - Bitmap layer
- Sprite capabilities: Pseudo-3D sprite-scaling (analog scaling), line buffer, 64 sprites on screen, 16 sprites per scanline, 4 to 8[6] colors per sprite
  - Sprite pixels: 4.992 MHz (standard) to 9.984 MHz (scaling) pixel clock, 83,200 (standard) to 166,400 (scaling) pixels per frame, 315 (standard) to 630 (scaling) sprite pixels per scanline
- SubRoc-3D capabilities: Stereoscopic 3D, active shutter 3D system[7]

### 사용된 게임
- 터보 (1981)
- 서브로크-3D (1982)
- 줌 909 (1982)

## 세가 시스템 시리즈

### 세가 시스템 1/세가 시스템 2
세가 시스템 1(Sega System 1)은 세가가 1983년에 공식적으로 선보인 아케이드 기판으로, 1982년 기판 시제품을 기반으로 출시한 기판이다. 자일로그 80 기반 플랫폼이자 10년 동안 계속된 '세가 시스템' 시리즈 중 첫 번째 제품이기도 하다.
시스템 1은 1983년부터 1987년까지 세가뿐만 아니라 일본 개발사 코렐랜드와 VIC 도카이로부터 지원을 받아 비교적 인기가 있었던 아케이드 보드였다. 1985년에 세가 시스템 2 보드가 출시되면서 더욱 발전된 모습을 보였지만, 두 기판 모두에서 새로운 게임이 동시에 출시되었다. 시스템 1의 많은 게임은 SG-1000 및 세가 마스터 시스템 콘솔로 이식되기도 했다.

#### 사양(세가 시스템 1)
- 보드 구성: 원보드
  - 마스터 클럭 속도: 19.99982MHz
- 주 CPU: Zilog Z80 @ 4 MHz(8/16비트, 0.58 MIPS)
- 사운드 CPU: Zilog Z80 @ 4 MHz(8/16비트, 0.58 MIPS)
- 사운드 칩: Sega SN76496 @ 4MHz, Sega SN76496 @ 2MHz
- MCU: Intel 8751

##### 그래픽스
- 그래픽 칩셋:
  - 세가 315-5011 스프라이트 라인 비교기: 16비트 라인 버퍼 RAM(14.99955MHz, 29.9973MB/s), 9.99991MHz 스프라이트 라인 버퍼 렌더/픽셀 클럭, 4.999955MHz 스프라이트 라인 버퍼 스캔/지우기 클럭
  - 세가 315-5012 스프라이트 발생기
  - 세가 315-5049 타일맵 제너레이터
- 비디오 해상도: 256×224(활성), 640×260(오버스캔)
  - 스캔 라인: 260(224 활성, 36 V 블랭크)
  - 픽셀 클럭 속도: 9.99991MHz(3.446099MHz 활성, 6.55381MHz H블랭크/V블랭크)
  - 새로 고침 속도: 60.0952Hz(VSync)
- 색상표: 4096
- 화면 색상: 2048
- 스프라이트 평면: 라인 버퍼, 더블 버퍼링, 스프라이트당 16색, 스프라이트 플립, 하드웨어 충돌 감지
  - 화면의 스프라이트: 128개의 스프라이트(스프라이트 속성 2KB, 스프라이트당 16바이트)
  - 스프라이트 크기: 8×8 ~ 256×224 텍셀
  - 라인 버퍼 채우기 속도: 9.99991 MPixels/s
  - 스캔 라인당 스프라이트 수: 32개의 스프라이트, 640개의 텍셀
- 배경 평면: 2개의 타일 지도 도면층(정적 도면층, 스크롤 1개), 8×8개의 타일
  - 타일맵 크기: 두 평면의 경우 모두 256×256

##### 메모리
- 메모리: 155.75KB(기본 52KB, 비디오 93.75KB, 사운드 10KB)
- RAM: 19.5KB
  - 기본: 4KB(8비트, 4MHz, 4MB/s)
  - 비디오: 13.5KB SRAM(4KB 비디오, 2KB 스프라이트 속성, 1.5KB 스프라이트 라인 버퍼, 2KB 팔레트, 4KB 충돌)
  - 소리: 2KB
- ROM: 136.25KB
  - 기본: 48KB
  - 비디오: 80.25KB(48KB 타일, 32KB 스프라이트, 256바이트 팔레트)
  - 소리: 8KB

#### 사양(세가 시스템 2)
대부분의 사양은 세가 시스템 1을 따랐으며 아래와 같은 변경과정을 거쳤다.
- 보드 구성: 메인 보드 + ROM 보드
- 타일 지도 평면: 배경 도면층 2개(정적 도면층 1개, 스크롤 1개), 8×8 타일
  - 타일맵 크기: 스크롤 평면의 경우 512×512, 고정 평면의 경우 256×256

##### 메모리
- 메모리: 385.5–487.5KB(100–106KB 메인, 251.5–347.5KB 비디오, 34KB 사운드)
- RAM: 32.5KB(SRAM)
  - 기본: 4KB
  - 비디오: 26.5KB(4KB 비디오, 2KB 스프라이트 속성, 1.5KB 스프라이트 라인 버퍼, 2KB 팔레트, 4KB 충돌)
  - 소리: 2KB
- ROM: 353–455KB
  - 주: 96-102KB
  - 비디오: 225–321KB(96KB 타일, 128–224KB 스프라이트, 1KB 팔레트)
  - 소리: 32KB

#### 사용된 게임
- 플리키 (1984)
- 아임 쏘리 (1985)
- 원더보이 (1986)
- 핏폴 II (1986)
- 블록 갈 (1987)

### 세가 시스템 16
세가 시스템 16(Sega System 16)은 세가가 1985년 세가 시스템 1과 세가 시스템 2의 16비트 후속으로 출시한 아케이드 기판이다. 수명이 다할 때까지 이 하드웨어에는 약 40개의 게임이 출시되어 세가의 가장 성공적인 하드웨어 디자인 중 하나가 되었고 세 가지 모델로 생산되었다. Pre-System 16(1985), System 16A(1986), System 16B(1987)이 그것이며 사전 시스템 16과 시스템 16A의 유일한 차이점은 클럭 속도인 반면 시스템 16B는 그래픽, 사운드 및 메모리가 향상되었다.

#### 사양
- Main CPU: Hitachi FD1094 (Motorola 68000) @ 10 MHz[10][11][12] (16-bit & 32-bit instructions @ 1.75 MIPS)[4]
- Main MCU: Intel i8751 @ 8 MHz[10] (8-bit instructions @ 8 MIPS, 1 instruction per cycle)[13]
- Sound CPU: NEC uPD780C-1 (Zilog Z80 clone)[14] @ 4 MHz[10][11] (8-bit & 16-bit instructions @ 0.58 MIPS)[4]
- Sound MCU: Intel i8048 @ 6 MHz[14] (8-bit instructions @ 6 MIPS)[15]
- FM synthesis sound chip: Yamaha YM2151 @ 4 MHz (8 FM synthesis channels)
- PCM sound chip: NEC uPD7751[11] @ 6 MHz[14]
  - ADPCM channels: 3[14]
  - Audio bit depth: 8-bit[14]
- GPU chipset: 315-5011 sprite line comparator, 315-5012 sprite generator, 2× 315-5049 tilemap chips, 315-5107 & 315-5108 display timers, 315-5143 & 315-5144 sprite chips, 315-5149 video mixer
  - Performance: 12.5874 MHz sprite line buffer render clock, 6.2937 MHz sprite line buffer scan/erase & pixel clock[14]
- Memory: 16kB + 2 kB (System 16A)[16]
- Display resolution: 320×224[11] to 342×262 (horizontal), 224×320 to 262×342 (vertical), progressive scan
- Color palette: 98,304[17]
- Colors on screen: 4096 (unique colors)[11] to 6144 (with shadow & highlight)
- Graphical planes: 1 sprite layer, 1 text layer, 2 tile layers[11][12] (row & column scrolling,[18] 8×8 tiles)
- Sprite capabilities: Dual line buffers, double buffering,[18] 128 on-screen sprites,[11][12] 800 sprite pixels (800.75 sprite processing ticks) per scanline, 100 sprites per scanline,[14] 16 colors per sprite,[18] 8 to 256[14][18] width, 8 to 256[14][18] height

#### 사용된 게임
- 알렉스 키드 : 더 로스트 스타즈 (1986)
- 판타지 존 (1986)
- 시노비 (1987)
- 수왕기 (1988)
- 골든 액스 (1989)

### 세가 시스템 18
세가 시스템 18(Sega System 18)은 세가가 1989년에 출시한 기판으로, 세가 시스템 16의 차기작으로 출시되어 우수한 사운드, 더 많은 타일 레이어와 추가적인 그래픽 옵션들을 제공했다.
시스템 18 보드는 게임 실행이 매우 짧았지만, 대부분의 면에서 JAMMA 표준을 준수했다. 이 게임들 대부분은 세가 시스템 16과 같은 "자살 배터리"라는 배터리 문제도 가지고 있으며 메가 드라이브 콘솔에서 사용하는 VDP도 포함되어 있다.

#### 사양
- 보드 구성: 메인 보드 + ROM 보드
- 주 CPU: Motorola 68000 @ 10 MHz(16비트 & 32비트 @ 1.75 MIPS)
- 사운드 CPU: Zilog Z80 @ 8 MHz(8비트 & 16비트 @ 1.16 MIPS)
- 사운드 칩:
  - 8MHz- 야마하 YM3438 2개
  - 10MHz에서 Ricoh RF5c68(8채널 PCM 칩, Sega Custom 315로 표시되어 있음)
- 그래픽 칩:
  - 세가 시스템 16B 칩셋
  - 야마하 YM7101 VDP(세가 메가 드라이브 VDP)
- 디스플레이 해상도: 320×224
- 색상표: 98,304(16비트)
- 16비트 컬러 팔레트: 15비트 RGB 상향 컬러(32,768 컬러) 및 최대 98,304 컬러까지 3배 증가하는 1비트 (음영 효과 포함)
- 화면 색상: 4096(고유 색상) ~ 8384(섀도 & 하이라이트 포함)
  - 그래픽 기능: 128개의 스프라이트 동식 출력, 4개의 타일 레이어, 1개의 텍스트 레이어, 1개의 스프라이트 레이어(하드 스프라이트 줌 포함), 반투명 그림자, 전 높이와 길이의 스프라이트, 행 & 열 스크롤

#### 사용된 게임
- 마이클 잭슨의 문워커 (1990)
- 섀도우 댄서 (1989)
- 에일리언 스톰 (1990)

## 세가 기가스
세가 기가스 기판은 세가가 1986년 아케이드로 출시한 기가스와 함께 출시된 아케이드 기판이다. 1986년과 1988년 사이에 소수의 아케이드 게임에서 사용되었다.

#### 사양
- CPU: 자일로그 Z80 @ 6MHz
  - 성능: 8/16비트(0.87 MIPS)
  - 버스 폭: 8비트
- 사운드 칩: 3MHz에서 4×SN76496
  - 채널: 16개(사각파 톤 발생기 12개, 화이트 노이즈 발생기 4개)
- 디스플레이 해상도: 256×224
  - 오버스캔 해상도: 256×256
- 새로 고침 속도: 60Hz
  - 프레임 속도: 초당 60프레임
- 색 깊이: 4096(12비트)
  - 화면 색상: 512

#### 사용된 게임
- 기가스 (1986)
- 프리킥 (1987)
- 카운터 런 (1988)

## 슈퍼 스케일러 시리즈

### Sega X 보드

#### X 보드의 사양
- Main CPU: Hitachi FD1094 (Motorola 68000) @ 12.5 MHz, Motorola MC68000 @ 12.5 MHz[19] (16-bit & 32-bit instructions @ 4.375 MIPS)[4]
- Sound CPU: Zilog Z80 @ 4 MHz[19] (8-bit & 16-bit instructions @ 0.58 MIPS)[4]
- Sound chips:[19]
  - FM synthesis chip: Yamaha YM2151 @ 4 MHz (8 FM channels)
  - PCM chip: SegaPCM (315-5218) @ 4 MHz (stereo output, 16 PCM channels, 12-bit audio,[20] 31.25 kHz sampling rate[21])
- GPU: Sega Super Scaler chipset @ 50 MHz
  - Main graphics chips: 315-5197 tilemap generator, 315-5211A sprite generator, 315-5242 color encoder, 315-5275 road generator, 315-5278 sprite ROM bank control
  - Math chips:[18] 315-5248 hardware multiplier, 315-5249 hardware divider
- Display resolution: 320×224[19] to 400×262,[20] progressive scan
- Refresh rate: 59.6368[19] to 60[22] Hz (V-sync)
- Frame rate: 59.6368[19] to 60[22] frames per second
- Board composition: Single board
- Color palette: 98,304[17]
- Colors on screen: 24,576
- Graphical planes:[19]
  - 4 tile layers
  - 1 text layer
  - 1 sprite layer with hardware sprite zooming
  - 1 road layer, can draw 2 roads at once
  - Translucent shadows
- Sprite capabilities: Dual sprite framebuffers, 512×256 framebuffer resolution,[20] hardware sprite zooming,[19] sprite rotation,[22] thousands of sprites scaled per second[23]
  - Sprite size: 8×8 to 512×256[20] pixels
  - Colors per sprite: 16[20]
  - Sprites per frame: 256 on screen at one time[19]
  - Sprite pixels: 50 MHz video clock cycles, 833,333 (60 Hz) to 838,408 (59.6368 Hz) pixels per frame (262 scanlines), 3180 to 3200 sprite pixels per scanline, 256 sprites per scanline

## Sega ST-V

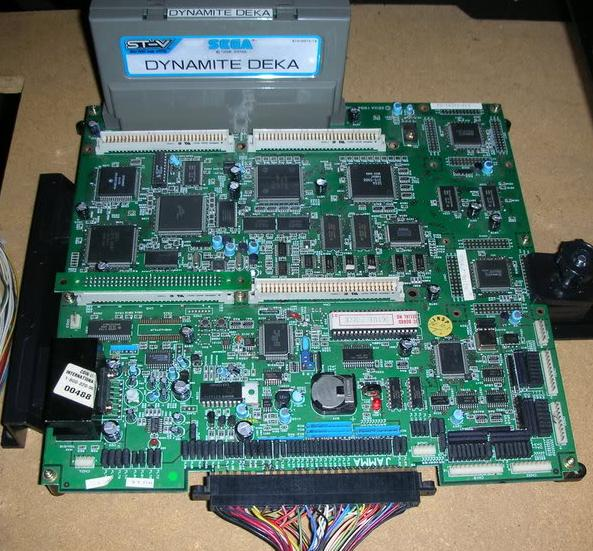
Sega ST-V PCB

## Sega 나오미 시리즈

### 세가 나오미
세가 나오미(New Arcade Operation Machine Idea)는 세가가 1998년에 출시한 아케이드 기판이다. 세가 드림캐스트와 유사한 아키텍처를 사용하여 세가 모델 3 하드웨어의 후속으로 설계되었다.
나오미는 세가 히카루와 세가 나오미 2 기판이 계승했지만 나오미 2, 히카루, 세가 오로라보다 오래 시장에 남아있었다.